# Sofia Trophy de 2017
Sofia Trophy de 2017 foi a segunda edição do Sofia Trophy, um evento anual de patinação artística no gelo de níveis sênior, júnior e noviço. A competição foi disputada entre os dias 8 de fevereiro e 12 de fevereiro, na cidade de Sófia, Bulgária.

## Eventos
- Individual masculino
- Individual feminino

## Medalhistas
| Evento                        | Ouro                        | Prata                       | Bronze                        |
| Sênior                        |                             |                             |                               |
| Individual masculino detalhes | Harry Mattick · Reino Unido | Lukas Britschgi · Suíça     | Slavik Hayrapetyan · Armênia  |
| Individual feminino detalhes  | Isadora Williams · Brasil   | Anita Ostlund · Suécia      | Micol Cristini · Itália       |
| Júnior                        |                             |                             |                               |
| Individual masculino detalhes | Alexander Petrov · Rússia   | Maxence Collet · França     | Xavier Vauclin · França       |
| Individual feminino detalhes  | Daria Panenkova · Rússia    | Alexandra Feigin · Bulgária | Julie Froetscher · França     |
| Noviço avançado               |                             |                             |                               |
| Individual masculino detalhes | François Pitot · França     | Radoslav Marinov · Bulgária | Agahan Berk Dortkol · Turquia |
| Individual feminino detalhes  | Océane Piegad · França      | Eliza Pancheva · Bulgária   | Victoria Lass · Estônia       |

## Resultados

### Sênior

#### Individual masculino
| Pos.              | Nome               | Nacionalidade    | Pontos | PC        | PL         |
| ----------------- | ------------------ | ---------------- | ------ | --------- | ---------- |
| Medalha de ouro   | Harry Mattick      | Reino Unido      | 190.33 | 63.74 (1) | 126.59 (1) |
| Medalha de prata  | Lukas Britschgi    | Suíça            | 180.70 | 57.57 (3) | 123.13 (2) |
| Medalha de bronze | Slavik Hayrapetyan | Armênia          | 175.75 | 60.70 (2) | 115.05 (3) |
| 4                 | Tomas Kupka        | República Tcheca | 169.41 | 56.34 (4) | 113.07 (4) |
| 5                 | Adrien Bannister   | Itália           | 154.30 | 54.75 (5) | 99.55 (7)  |
| 6                 | Simone Cervi       | Itália           | 153.56 | 51.41 (7) | 102.15 (5) |
| 7                 | Daniil Zurav       | Estônia          | 151.37 | 51.64 (6) | 99.73 (6)  |
| 8                 | Nicky Leo Obreykov | Bulgária         | 142.78 | 43.97 (8) | 98.81 (8)  |
| 9                 | Ivo Gatovski       | Bulgária         | 125.84 | 41.29 (9) | 84.55 (9)  |

#### Individual feminino
| Pos.              | Nome                 | Nacionalidade    | Pontos | PC         | PL         |
| ----------------- | -------------------- | ---------------- | ------ | ---------- | ---------- |
| Medalha de ouro   | Isadora Williams     | Brasil           | 144.75 | 50.99 (2)  | 93.76 (1)  |
| Medalha de prata  | Anita Ostlund        | Suécia           | 141.83 | 55.93 (1)  | 85.90 (5)  |
| Medalha de bronze | Micol Cristini       | Itália           | 141.42 | 50.33 (3)  | 91.09 (2)  |
| 4                 | Gerli Liinamäe       | Estônia          | 131.62 | 44.75 (7)  | 86.87 (4)  |
| 5                 | Eliška Březinová     | República Tcheca | 129.83 | 40.43 (9)  | 89.40 (3)  |
| 6                 | Shaline Rüegger      | Suíça            | 129.04 | 46.71 (5)  | 82.33 (6)  |
| 7                 | Morgan Flood         | Azerbaijão       | 125.63 | 46.70 (6)  | 78.93 (8)  |
| 8                 | Elizaveta Ukolova    | República Tcheca | 120.87 | 48.41 (4)  | 72.46 (9)  |
| 9                 | Antonina Dubinina    | Sérvia           | 118.49 | 38.34 (10) | 80.15 (7)  |
| 10                | Sila Saygi           | Turquia          | 108.13 | 41.95 (8)  | 66.18 (10) |
| 11                | Aleksandra Nesterova | Quirguistão      | 74.33  | 27.31 (11) | 47.02 (11) |
| 12                | Laura Ismagulova     | Quirguistão      | 61.61  | 20.62 (12) | 40.99 (12) |

### Júnior

#### Individual masculino júnior
| Pos.              | Nome             | Nacionalidade | Pontos | PC        | PL         |
| ----------------- | ---------------- | ------------- | ------ | --------- | ---------- |
| Medalha de ouro   | Alexander Petrov | Rússia        | 211.60 | 77.52 (1) | 134.08 (1) |
| Medalha de prata  | Maxence Collet   | França        | 158.98 | 56.56 (2) | 102.42 (2) |
| Medalha de bronze | Xavier Vauclin   | França        | 137.10 | 46.63 (4) | 90.47 (3)  |
| 4                 | Jules Vince Alpe | Filipinas     | 131.31 | 48.63 (3) | 82.68 (4)  |
| 5                 | Filippo Clerici  | Itália        | 124.45 | 43.07 (5) | 81.38 (5)  |
| 6                 | Remi Belmonte    | França        | 109.85 | 38.33 (6) | 71.52 (6)  |
| 7                 | Nikola Zlatanov  | Bulgária      | 101.37 | 32.51 (7) | 68.86 (7)  |
| WD                | Danylo Lovochkin | Ucrânia       | —      | — (WD)    |            |

#### Individual feminino júnior
| Pos.              | Nome                          | Nacionalidade | Pontos | PC         | PL         |
| ----------------- | ----------------------------- | ------------- | ------ | ---------- | ---------- |
| Medalha de ouro   | Daria Panenkova               | Rússia        | 197.37 | 69.33 (1)  | 128.04 (1) |
| Medalha de prata  | Alexandra Feigin              | Bulgária      | 152.86 | 54.23 (2)  | 98.63 (2)  |
| Medalha de bronze | Julie Froetscher              | França        | 133.31 | 44.65 (5)  | 88.66 (3)  |
| 4                 | Pauline Wanner                | França        | 132.33 | 45.22 (4)  | 87.11 (4)  |
| 5                 | Marina Popov                  | França        | 122.43 | 49.19 (3)  | 73.24 (11) |
| 6                 | Heloise Pitot                 | França        | 120.63 | 39.02 (12) | 81.61 (5)  |
| 7                 | Hana Cvijanović               | Croácia       | 117.10 | 42.08 (6)  | 75.02 (7)  |
| 8                 | Caya Scheepens                | Países Baixos | 114.91 | 40.76 (8)  | 74.15 (10) |
| 9                 | Sara Conti                    | Itália        | 114.27 | 36.81 (16) | 77.46 (6)  |
| 10                | Lucrezia Erba                 | Itália        | 112.63 | 39.51 (11) | 73.12 (12) |
| 11                | Genevieve Somerville          | Reino Unido   | 112.50 | 40.12 (9)  | 72.38 (13) |
| 12                | Leona Rogić                   | Sérvia        | 112.10 | 37.17 (15) | 74.93 (8)  |
| 13                | Fiona Pernas                  | Suíça         | 110.44 | 40.97 (7)  | 69.47 (15) |
| 14                | Marie Kolly Millasson         | Suíça         | 110.07 | 39.85 (10) | 70.22 (14) |
| 15                | Alice Martina Geraghty        | Itália        | 107.30 | 38.56 (13) | 68.74 (16) |
| 16                | Thea Karlstad                 | Noruega       | 106.55 | 31.93 (21) | 74.62 (9)  |
| 17                | Ilaria Stroppa                | Itália        | 95.23  | 33.86 (17) | 61.37 (20) |
| 18                | Martine Strandvik             | Suécia        | 94.65  | 33.74 (18) | 60.91 (21) |
| 19                | Nevena Mihajlovic             | Sérvia        | 94.42  | 31.11 (23) | 63.31 (17) |
| 20                | Greta Milanese                | Itália        | 93.25  | 31.36 (22) | 61.89 (18) |
| 21                | Varvara Petrova               | Quirguistão   | 88.36  | 26.75 (28) | 61.61 (19) |
| 22                | Kristina Grigorova            | Bulgária      | 87.83  | 37.65 (14) | 50.18 (28) |
| 23                | Andjela Miljevic              | Sérvia        | 87.54  | 33.02 (19) | 54.52 (23) |
| 24                | Sofia Isabel Victoria Guidote | Filipinas     | 84.66  | 30.11 (24) | 54.55 (22) |
| 25                | Emine Azra Terlemez           | Turquia       | 84.34  | 32.56 (20) | 51.78 (27) |
| 26                | Svetoslava Ryadkova           | Bulgária      | 83.69  | 29.40 (25) | 54.29 (24) |
| 27                | Caterina Alles                | Itália        | 81.67  | 27.86 (27) | 53.81 (25) |
| 28                | Giorgia Cesana                | Itália        | 78.45  | 25.24 (30) | 53.21 (26) |
| 29                | Yasemin Sude Ergul            | Turquia       | 74.51  | 25.06 (31) | 49.45 (29) |
| 30                | Alika Sarymsakova             | Quirguistão   | 70.88  | 29.38 (26) | 41.50 (32) |
| 31                | Polina Ustinova               | Chipre        | 68.89  | 25.36 (29) | 43.53 (30) |
| 32                | Nataliia Semenova             | Quirguistão   | 65.08  | 21.96 (32) | 43.12 (31) |
| 33                | Nevena Yotova                 | Bulgária      | 59.35  | 21.02 (33) | 38.33 (33) |
| 34                | Eliana Kalogirou              | Chipre        | 39.46  | 15.37 (34) | 24.09 (34) |
| WD                | Timea Mrsic                   | Croácia       | —      | — (WD)     |            |
| WD                | Saniye Ece Secer              | Turquia       | —      | — (WD)     |            |

### Noviço avançado

#### Individual masculino noviço avançado
| Pos.              | Nome                  | Nacionalidade | Pontos | PC        | PL        |
| ----------------- | --------------------- | ------------- | ------ | --------- | --------- |
| Medalha de ouro   | François Pitot        | França        | 98.33  | 36.83 (1) | 61.50 (1) |
| Medalha de prata  | Radoslav Marinov      | Bulgária      | 94.26  | 34.94 (2) | 59.32 (2) |
| Medalha de bronze | Agahan Berk Dortkol   | Turquia       | 62.61  | 21.43 (3) | 41.18 (3) |
| 4                 | Patrizio Romano Rossi | Itália        | 54.97  | 20.53 (4) | 34.44 (4) |

#### Individual feminino noviço avançado
| Pos.              | Nome                       | Nacionalidade          | Pontos | PC         | PL         |
| ----------------- | -------------------------- | ---------------------- | ------ | ---------- | ---------- |
| Medalha de ouro   | Océane Piegad              | França                 | 102.25 | 40.19 (1)  | 62.06 (1)  |
| Medalha de prata  | Eliza Pancheva             | Bulgária               | 89.20  | 33.79 (2)  | 55.41 (2)  |
| Medalha de bronze | Victoria Lass              | Estônia                | 81.50  | 28.77 (7)  | 52.73 (3)  |
| 4                 | Bristena Prodea            | Romênia                | 80.53  | 29.33 (5)  | 51.20 (4)  |
| 5                 | Elifsu Erol                | Turquia                | 79.56  | 29.69 (4)  | 49.87 (7)  |
| 6                 | Wilma Brovall              | Suécia                 | 79.33  | 29.31 (6)  | 50.02 (6)  |
| 7                 | Federica Grandesso         | Itália                 | 78.63  | 27.83 (9)  | 50.80 (5)  |
| 8                 | Phoebe Winser              | Reino Unido            | 77.24  | 29.88 (3)  | 47.36 (9)  |
| 9                 | Carlotta Cavasin           | Itália                 | 75.49  | 28.50 (8)  | 46.99 (10) |
| 10                | Malene Johansen Trengereid | Noruega                | 73.31  | 24.62 (14) | 48.69 (8)  |
| 11                | Ayca Ismuratlar            | Turquia                | 72.44  | 26.74 (10) | 45.70 (13) |
| 12                | Francesca Plazzognaa       | Itália                 | 72.29  | 25.36 (12) | 46.93 (11) |
| 13                | Peggy Delvret              | Suécia                 | 72.07  | 25.47 (11) | 46.60 (12) |
| 14                | Viola Sergejeva            | Estônia                | 68.78  | 23.41 (17) | 45.37 (14) |
| 15                | Alessia Bestetti           | Itália                 | 66.30  | 24.06 (16) | 42.24 (16) |
| 16                | Darja Mijatovic            | Sérvia                 | 65.75  | 23.28 (18) | 42.47 (15) |
| 17                | Dilara Aydin               | Turquia                | 65.17  | 24.84 (13) | 40.33 (19) |
| 18                | Lucija Simon               | Croácia                | 64.48  | 23.28 (19) | 41.20 (17) |
| 19                | Selin Erkan                | Turquia                | 63.06  | 22.67 (20) | 40.39 (18) |
| 20                | Fatma Yade Karlikli        | Turquia                | 61.63  | 24.60 (15) | 37.03 (21) |
| 21                | Marija Maša Jovanović      | Sérvia                 | 59.87  | 20.90 (21) | 38.97 (20) |
| 22                | Aleks Nam                  | Quirguistão            | 56.45  | 20.06 (22) | 36.39 (22) |
| 23                | Ameera Mubarak             | Emirados Árabes Unidos | 50.89  | 18.19 (23) | 32.70 (23) |
| WD                | Zeynep Araci               | Turquia                | —      | — (WD)     |            |
| WD                | Iklim Sentunali            | Turquia                | —      | — (WD)     |            |

## Quadro de medalhas
Sênior
| Ordem | País        | Medalha de ouro | Medalha de prata | Medalha de bronze |   | Ordem por total |
| ----- | ----------- | --------------- | ---------------- | ----------------- | - | --------------- |
| 1     | Brasil      | 1               |                  |                   | 1 | 1               |
| 1     | Reino Unido | 1               |                  |                   | 1 | 1               |
| 3     | Suécia      |                 | 1                |                   | 1 | 1               |
| 3     | Suíça       |                 | 1                |                   | 1 | 1               |
| 5     | Armênia     |                 |                  | 1                 | 1 | 1               |
| 5     | Itália      |                 |                  | 1                 | 1 | 1               |
| TOTAL | TOTAL       | 2               | 2                | 2                 | 6 | —               |

Geral
| Ordem | País        | Medalha de ouro | Medalha de prata | Medalha de bronze |    | Ordem por total |
| ----- | ----------- | --------------- | ---------------- | ----------------- | -- | --------------- |
| 1     | França      | 2               | 1                | 2                 | 5  | 1               |
| 2     | Rússia      | 2               |                  |                   | 2  | 3               |
| 3     | Brasil      | 1               |                  |                   | 1  | 4               |
| 3     | Reino Unido | 1               |                  |                   | 1  | 4               |
| 5     | Bulgária    |                 | 3                |                   | 3  | 2               |
| 6     | Suécia      |                 | 1                |                   | 1  | 4               |
| 6     | Suíça       |                 | 1                |                   | 1  | 4               |
| 8     | Armênia     |                 |                  | 1                 | 1  | 4               |
| 8     | Estônia     |                 |                  | 1                 | 1  | 4               |
| 8     | Itália      |                 |                  | 1                 | 1  | 4               |
| 8     | Turquia     |                 |                  | 1                 | 1  | 4               |
| TOTAL | TOTAL       | 6               | 6                | 6                 | 18 | —               |